# 斯塔本山
71°57′S 2°52′E / 71.950°S 2.867°E
斯塔本山（德語：Stabben），是南極洲的山峰，位於毛德皇后地的瑪塔公主海岸，處於邁爾嶺以北，屬於耶爾斯維克山脈的一部分，由德國探險隊拍攝空中照片，現時由南極條約體系管理。